# Veleno (film 1993)
Veleno è un film del 1993 diretto dal Bruno Bigoni, presentato in concorso al Festival del cinema di Locarno.

## Trama
Dopo la morte del padre, i fratelli Bruno e Tonio esprimono l'ostilità che avevano nascosto per anni. Dopo una lite Bruno scompare, mentre Tonio viene arrestato per omicidio. Dopo tre anni la verità viene a galla.

## Riconoscimenti
- 1994 - Bellaria Film Festival
  - Premio Casa Rossa per il miglior film indipendente italiano[1]